# Emma Setterlind
Emma Augusta Setterlind, tidigare Norberg, född 29 augusti 1863 i Hässjö församling, Västernorrlands län, död 15 maj 1913 i Härnösands församling, Västernorrlands län, var en svensk rösträttsaktivist. 
Hon var verksam i kampanjen för införandet av kvinnlig rösträtt i Sverige och ordförande för Föreningen för kvinnans politiska rösträtt i Härnösand 1913-1913.